# 吳沙夫人墓
24°47′20.61″N 121°45′27.42″E / 24.7890583°N 121.7576167°E

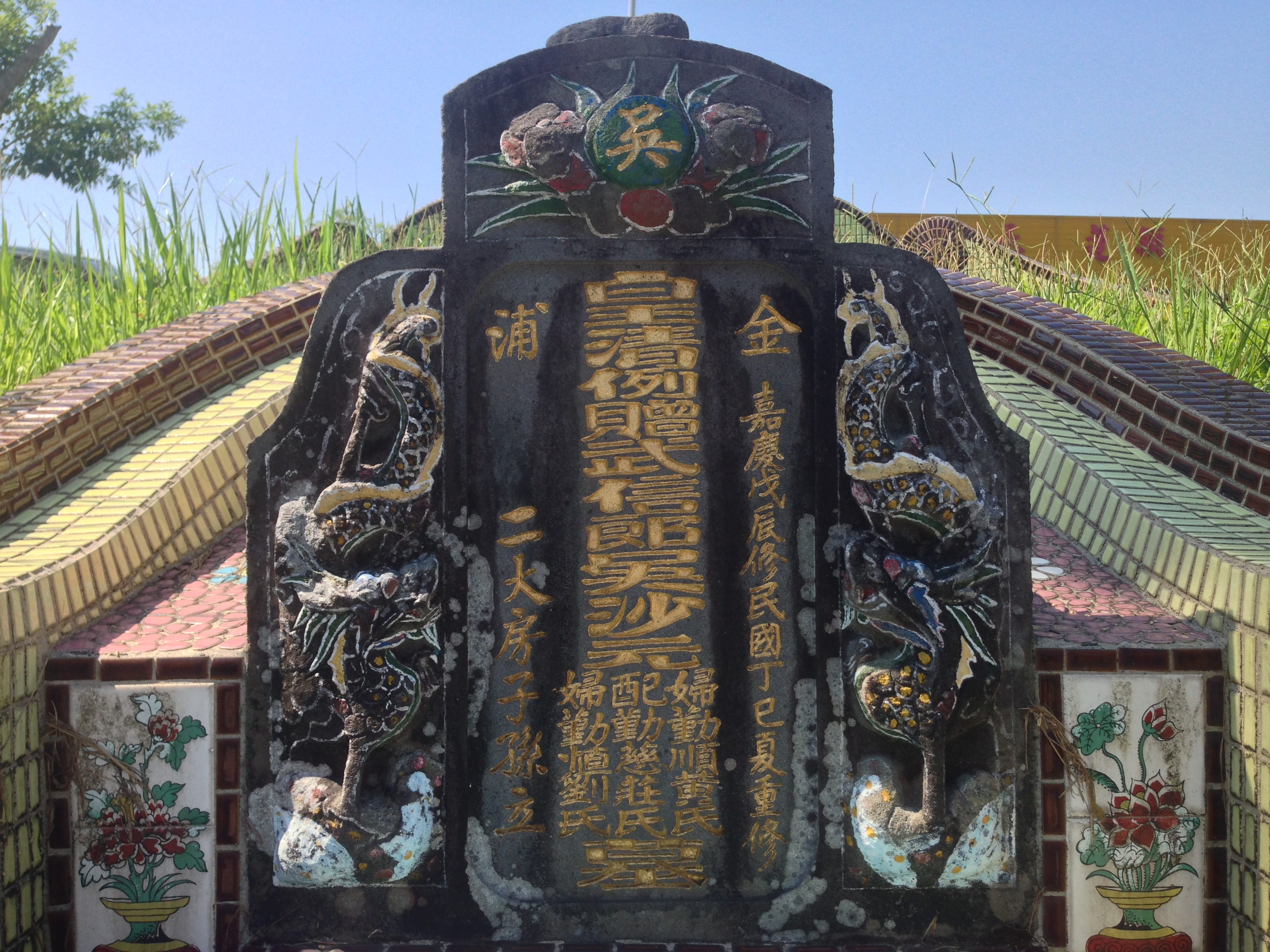
吳沙夫人墓墓碑

吳沙夫人墓位在臺灣宜蘭縣礁溪鄉開蘭路的吳沙社區活動中心附近，為吳沙的妻子與媳婦合葬的墓。內中有正妻莊梳娘與媳婦黃氏、劉氏。吳沙是清代開拓宜蘭的先賢，吳沙墓則在新北市貢寮區澳底附近。該墳墓曾被暫定列為三級古蹟，但在1985年8月19日被中華民國內政部解除列管而未正式指定為古蹟。
建於清嘉慶十三年（1808年）。不過現今的墓園是民國六十六年（1977年）重修而成，僅有墓碑是舊物，寫著「皇清例贈武信郎吳沙元配勤慈莊氏、婦勤順黃氏、婦勤恒劉氏」。
墓前設有「山靈」、「后土」神位，旁邊則立有民國六十七年（1978年）的「開蘭吳沙夫人碑記」，但因石碑為砂岩所造，已嚴重風化。